# Scottish Premier Division 1990/91
Die Scottish Football League Premier Division wurde 1990/91 zum 16. Mal ausgetragen. Es war zudem die 94. Austragung einer höchsten Fußball-Spielklasse innerhalb der Scottish Football League, in der der Schottische Meister ermittelt wurde. In der Saison 1999/91 traten 10 Vereine in insgesamt 36 Spieltagen gegeneinander an. Jedes Team spielte jeweils zweimal zu Hause und auswärts gegen jedes andere Team. Es galt die 2-Punkte-Regel. Bei Punktgleichheit zählte die Tordifferenz.
Die Glasgow Rangers gewannen zum insgesamt 41. Mal in der Vereinsgeschichte die schottische Meisterschaft. Die Gers qualifizierten sich als Meister für die folgende Europapokal der Landesmeister Saison-1991/92. Das Titelrennen wurde zugunsten der Rangers am letzten Spieltag durch einen 2:0-Sieg im direkten Duell gegen den FC Aberdeen entschieden. Als Pokalsieger, qualifizierte sich der FC Motherwell für den Europapokal der Pokalsieger. Der zweit- und drittplatzierte FC Aberdeen und Celtic Glasgow qualifizierten sich für den UEFA-Pokal.
Da die Liga für die folgende Saison auf zwölf Teams aufgestockt wurde, gab es in dieser Spielzeit keinen Absteiger. Mit 18 Treffern wurde Tommy Coyne von Celtic Glasgow Torschützenkönig.

## Vereine
| Verein               | Stadt       | Stadion           |
| -------------------- | ----------- | ----------------- |
| Celtic Glasgow       | Glasgow     | Celtic Park       |
| Dundee United        | Dundee      | Tannadice Park    |
| Dunfermline Athletic | Dunfermline | East End Park     |
| FC Aberdeen          | Aberdeen    | Pittodrie Stadium |
| FC St. Johnstone     | Perth       | McDiarmid Park    |
| FC Motherwell        | Motherwell  | Fir Park          |
| FC St. Mirren        | Paisley     | Love Street       |
| Glasgow Rangers      | Glasgow     | Ibrox Park        |
| Heart of Midlothian  | Edinburgh   | Tynecastle Park   |
| Hibernian Edinburgh  | Edinburgh   | Easter Road       |

## Statistik

### Abschlusstabelle
| Pl. | Verein               | Sp. | S  | U  | N  | Tore    | Diff. | Punkte |
| --- | -------------------- | --- | -- | -- | -- | ------- | ----- | ------ |
| 1.  | Glasgow Rangers (M)  | 36  | 24 | 7  | 5  | 062:230 | +39   | 55:17  |
| 2.  | FC Aberdeen (P, L)   | 36  | 22 | 9  | 5  | 062:270 | +35   | 53:19  |
| 3.  | Celtic Glasgow       | 36  | 17 | 7  | 12 | 052:380 | +14   | 41:31  |
| 4.  | Dundee United        | 36  | 17 | 7  | 12 | 041:290 | +12   | 41:31  |
| 5.  | Heart of Midlothian  | 36  | 14 | 7  | 15 | 048:550 | −7    | 35:37  |
| 6.  | FC Motherwell        | 36  | 12 | 9  | 15 | 051:500 | +1    | 33:39  |
| 7.  | FC St. Johnstone (N) | 36  | 11 | 9  | 16 | 041:540 | −13   | 31:41  |
| 8.  | Dunfermline Athletic | 36  | 8  | 11 | 17 | 038:610 | −23   | 27:45  |
| 9.  | Hibernian Edinburgh  | 36  | 6  | 13 | 17 | 024:510 | −27   | 25:47  |
| 10. | FC St. Mirren        | 36  | 5  | 9  | 22 | 028:590 | −31   | 19:53  |

Platzierungskriterien: 1. Punkte – 2. Tordifferenz – 3. geschossene Tore

| Saison 1990/91 |

| Zum Saisonende 1989/90 |                                   |
| (M)                    | Meister des Vorjahres             |
| (P)                    | Pokalsieger des Vorjahres         |
| (L)                    | Ligapokalsieger des Vorjahres     |
| (N)                    | Aufsteiger aus der First Division |

## Die Meistermannschaft der Glasgow Rangers
(Alle Spieler mit mindestens einem Einsatz wurden berücksichtigt)
| 1.              | Glasgow Rangers |
| Glasgow Rangers | - Tor: Chris Woods - Abwehr: John Brown, Terry Butcher, Tom Cowan, Richard Gough, Oleh Kusnezow, Stuart Munro, Scott Nisbet, Brian Reid, Gary Stevens, Chris Vinnicombe - Mittelfeld: Ian Durrant, Ian Ferguson, Pieter Huistra, Terry Hurlock, Sandy Robertson, Nigel Spackman, John Spencer, Trevor Steven, Mark Walters - Sturm: Davie Dodds, Mark Hateley, Mo Johnston, Ally McCoist, Gary McSwegan - Trainer: Graeme Souness (bis 16. April 1991) Walter Smith (ab 19. April 1991) |